# Helerius von Jersey

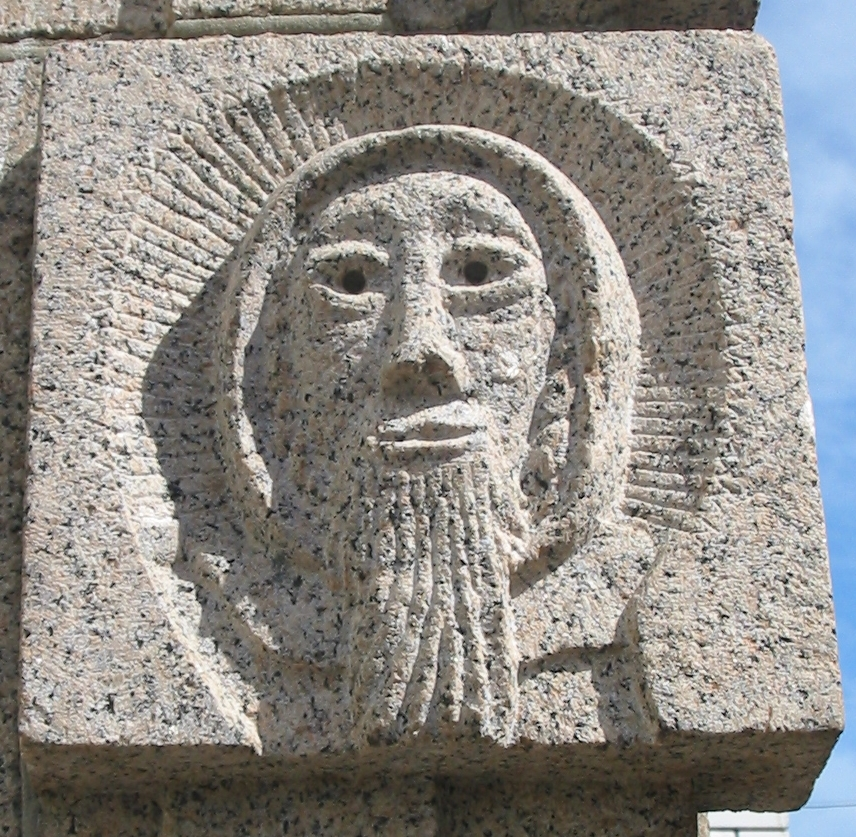
Saint Helier auf dem La Croix de la Reine-Monument in Saint Helier, Jersey

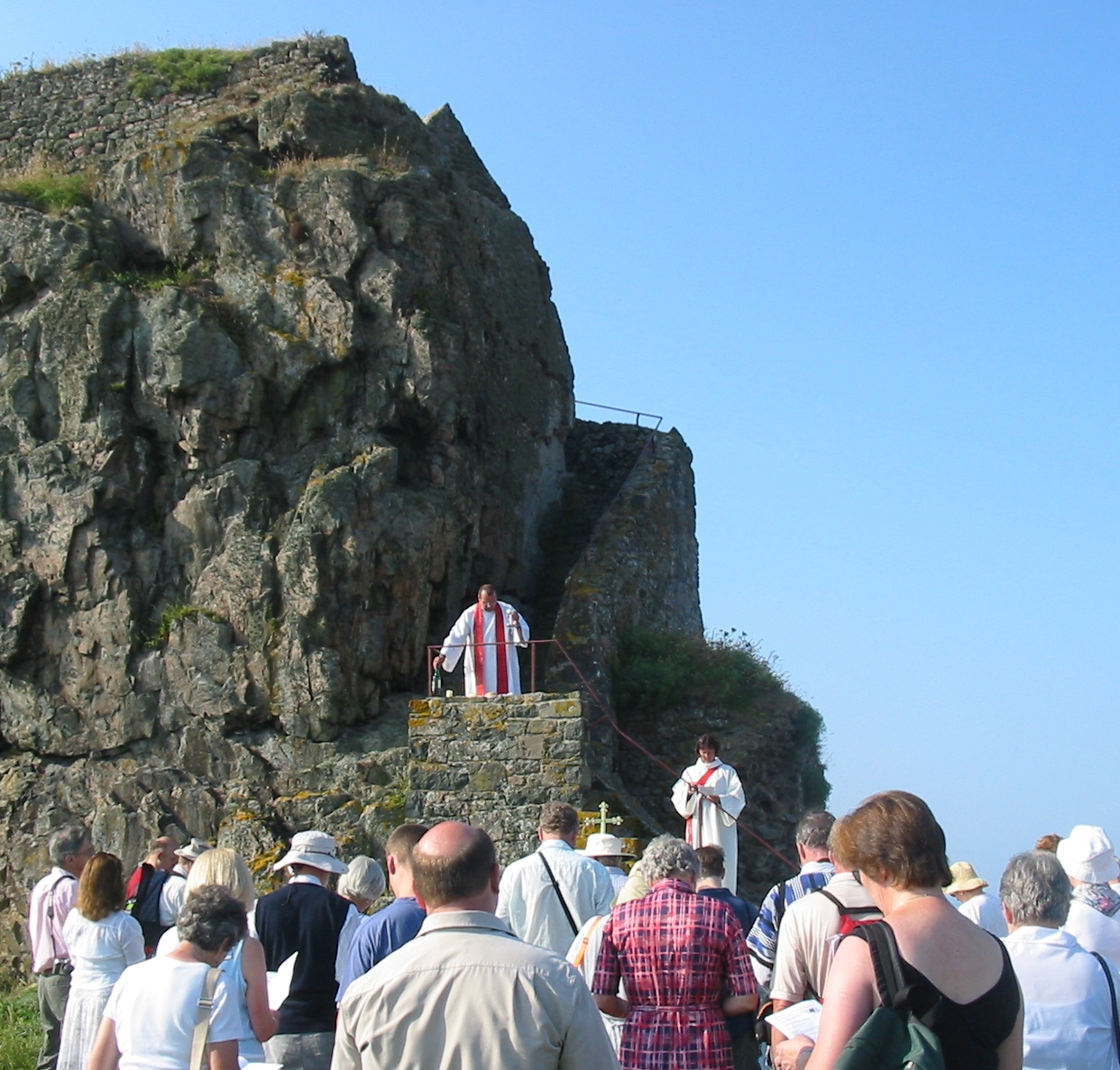
Gottesdienst am Hermitage-Felsen während der Pilgerfahrt am St. Helier’s Day in Jersey

Der hl. Helerius von Jersey (englisch Saint Helier; * möglicherweise um 515 in Tongern, Belgien, † um 555 auf der Insel Jersey) war ein asketischer Einsiedler im 6. Jahrhundert. Sein Namens- und Gedenktag ist der 16. Juli.

## Überlieferung
Die wenigen Informationen über sein Leben tragen legendenhafte Züge; sie wurden von den Bollandisten im frühen 18. Jahrhundert in den Acta Sanctorum zusammengetragen. Er soll ein Schüler des heiligen Markulf gewesen und von diesem nach Gersut (Jersey) gesandt worden sein. Auf der wiederholt von Wikingern heimgesuchten Insel ließ er sich auf einem Felsen nieder und lebte fortan als Asket. Während eines neuen Wikinger-Angriffs wehrten er und sein Besucher Marculf die Eindringlinge durch Gebete und Kreuzzeichen ab; Gott sandte überdies einen Sturm, der ihre Schiffe zerstörte. Bei einem erneuten Wikinger-Angriff wurde er enthauptet. Daraufhin soll er sein Haupt genommen und zum Strand gegangen sein (Cephalophore). Die Wikinger (hier Vandalen genannt) hätten danach in Panik die Insel verlassen. Die Tradition überliefert 555 als Jahr seines Martyriums.

## Verehrung
Jahr für Jahr finden sich am 17. Juli Pilger am zeitweise vom Meer umspülten Hermitage-Felsen ein, um einen Gottesdienst zu Ehren des Heiligen zu feiern. Dessen Reliquien wurden lange Zeit im Kloster Beaubec in der Normandie aufbewahrt; sie scheinen jedoch verlorengegangen zu sein.
Helerius ist der Schutzpatron der Insel Jersey und von deren Hauptstadt Saint Helier. Mehrere Dörfer, Kirchen und Heilbrunnen in der Normandie und in der Bretagne sind nach ihm benannt – z. B. die Dörfer Saint-Élier und Saint-Hellier (Normandie) sowie die Kirchen Saint-Hélier in Beuzeville, Rennes, Amécourt, Monhoudou oder die Brunnen Saint-Hélier in Bréville-sur-Mer, Saint-Hellier und Saint-Jouan-des-Guérets (Ille-et-Vilaine).

## Sonstiges
Ein Stadtteil in den Londoner Stadtbezirken Merton und Sutton ist nach Saint Helier benannt.